# 万塞勒 (马恩省)
万塞勒（法語：Vincelles，法語發音：[vɛ̃sɛl]）是法国马恩省的一个市镇，属于埃佩尔奈区。

## 地理
万塞勒（49°5'29"N, 3°38'29"E）面积3.55 平方千米，位于法国大東部大區马恩省，该省份为法国东北部内陆省份，北起阿登省，西北接埃纳省，西南接塞纳-马恩省，南至奥布省，东南接上马恩省，东临默兹省。
与万塞勒接壤的市镇（或旧市镇、城区）包括：马恩河畔特雷卢、尚瓦西、多尔芒、韦尔讷伊。

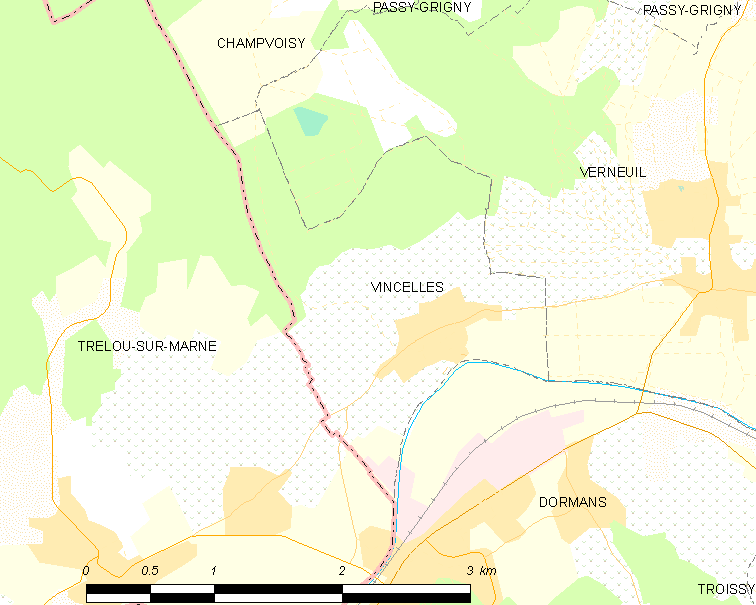
的OSM定位图

万塞勒的时区为UTC+01:00、UTC+02:00（夏令时）。

## 行政
万塞勒的邮政编码为51700，INSEE市镇编码为51644。

## 政治
万塞勒所属的省级选区为多尔芒-香槟景县。

## 人口

1962-2008年间人口变化图示

万塞勒于2022年1月1日时的人口数量为326人。